# Марион Хајтс (Пенсилванија)
Марион Хајтс (енгл. Marion Heights) град је у америчкој савезној држави Пенсилванија.

## Демографија
По попису из 2010. године број становника је 611, што је 124 (-16,9%) становника мање него 2000. године.
| Група             | 2000.       | 2010.       |
| Белци             | 727 (98,9%) | 604 (98,9%) |
| Афроамериканци    | 0 (0,0%)    | 0 (0,0%)    |
| Азијати           | 0 (0,0%)    | 1 (0,2%)    |
| Хиспаноамериканци | 3 (0,4%)    | 4 (0,7%)    |
| Укупно            | 735         | 611         |